# 하워드 마틴
하워드 마틴(Haword Martin, 1935년 ~ )은 영국의 의사이자 사상가이다. 말기암 환자 18명에게 진통제를 과다 투여해 안락사시켰으며 2010년 영국 당국의 조사 결과 드러났다. 그는 자신의 아들도 진통제 과다 투여로  안락사 시켰다고 실토했다.
그의 안락사 사실이 영국에 알려지면서 안락사와 생명윤리에 대한 논쟁이 벌어졌다고 한다.

## 생애

### 의사 활동
1958년부터 일반의가 되고, 영국 군대에 입대하여 1977년까지 군의관으로 복무하였다. 제대 후 뉴턴 에이클리프에서 일반의로 개업하였다. 2005년 마틴은 3명의 환자를 살해한 혐의로 조사를 받았으나 증거 제시를 거부해 무죄로 석방된 적이 있다. 영국의 일간지 텔레그래프는 하워드 마틴이 지난 10여년 동안 18명의 말기암 환자를 안락사시켰다고 그를 조사해온 조사관과 검시관 등의 말을 인용해 19일 보도했다. 영국의사협회(GMC)는 5월부터 지난 18일까지 청문회를 열어 마틴의 안락사 혐의에 대해 조사를 벌였으며, 그가 “지독하고 위험한 방법”으로 환자 18명을 죽음으로 내몰았다고 결론지었다. 곧 그의 안락사 시술 여부는 영국 사회의 논란거리를 야기하였다.

### 생애 후반
그 뒤 그의 안락사 시술이 문제화되자 2003년 영국에 도입된 일사부재리 원칙을 폐기하는 범죄정의법에 의해 체포되었으며, 영국 경찰은 GMC와 마틴의 진술이 새 증거가 될 수 있다고 판단할 경우 그를 살인 혐의로 재조사할 수 있게 되었다. 그러나 안락사의 합법화에 대한 논란은 진행 중에 있다.

## 안락사 논란
하지만 경찰이 마틴을 살인 혐의로 재조사한다 하더라도 그가 고통받는 환자의 요구로 안락사시켰다고 주장하고, 유죄를 입증할 만한 증거를 찾지 못할 경우 유죄판결을 기대하기 어렵다는 분석도 나온다.
마틴은 지난 18일 텔레그래프와의 인터뷰에서 “무죄이며 후회하지 않는다”며 자신의 행위를 옹호했다. 그는 “수의사는 개를 안락사시킬 수 있지만 현 체제에서 의사는 환자를 인간적으로 도울 수 있는 방법이 없다”고 말했다. 그는 “나는 환자를 죽이지 않았으며 그들을 편안하게 했을 뿐”이라면서 “그러나 내가 내 재량으로 한 것은 오만하다”고 말했다.
마틴은 또 암으로 죽어가던 아들(당시 31세)을 1988년 5월 안락사시키는 등 2건은 환자의 동의를 받지 않았다고 털어놨다. 그는 “존엄을 지키게 하는 것 외에 내가 아들을 위해 뭘 할 수 있었겠는가”라고 반문했다. 아들 건은 당국이 밝힌 18건에 포함되지 않는다.

## 기타
영국에서 258명을 안락사하여 논란이 되었던 해럴드 십먼도 한때 마틴의 병원에서 근무한 적이 있다.

## 같이 보기
- 잭 케보키언
- 해럴드 십먼
- 생명윤리
- 안락사
- 존엄사
- 안락사